# Operando
En matemáticas, un operando es una de las entradas (argumentos o variables) de un operador. Por ejemplo, en 
{\displaystyle 3+6=9\,}
"{\displaystyle +\,}" es el operador, "{\displaystyle 3\,}" y "{\displaystyle 6\,}" son los operandos. Si el operando va acompañado de un signo menos ("{\displaystyle -\,}") se considera que es un operando negativo, en caso contrario se considera operando positivo o simplemente operando. 
La cantidad de operandos de un operador es denominada aridad. Basándose en la aridad, los operadores son clasificados como unarios, binarios, ternarios etc. 

## En informática
En los lenguajes de programación de computadora, las definiciones de operador y operando son casi las mismas que las de matemáticas. 
Adicionalmente, en lenguaje máquina, un operando es un valor (un argumento) con el cual la instrucción, nombrada por un mnemónico, opera. El operando puede ser un registro, una dirección de memoria, una constante literal, o una etiqueta. Un ejemplo simple en la arquitectura PC es 
MOV   DS, AX
donde el valor en el operando del registro AX debe ser movido al registro DS. Dependiendo de la instrucción, puede haber cero, uno, dos o más operandos.

### Matemática
- Otávio N. Cipriani; José Monserrat N.; Ila M. S. de Souza. Construyendo un Juego Para Uso en la Educación Matemática en UFLA. Accedido el 23 de febrero de 2008.

### Informática
- Expresiones y Atribuições Escales - Fortran en UFPEL. Acessado en 23 de febrero de 2008.
- Lenguaje Java (enlace roto disponible en Internet Archive; véase el historial, la primera versión y la última). en SENAC - Río Grande del Sur. Acedido el 23 de febrero de 2008.

- Datos: Q719375